# Řád Stará planina
Řád Stará planina (bulharsky Орден Стара планина) je nejvyšší bulharské státní vyznamenání. Založen byl národním shromážděním roku 1966 a pojmenován je podle pohoří Stara planina. V roce 1994 byl řád významně reformován a nadále je udílen jak cizím státním příslušníkům tak občanům Bulharska. Uděluje se ve třech třídách (velkokříž, I. a II. třída) civilistům i příslušníkům ozbrojených sil.

## Historie a pravidla udílení
Řád byl založen Národním shromážděním zákonem č. 606 ze dne 4. srpna 1966. Pojmenován byl po bulharském pohoří Stara planina. Původně byl udílen výhradně cizím státním příslušníkům. Po pádu komunistického režimu byl zachován a dne 15. července 1994 došlo k rozsáhlé reformě řádu. Nadále mohl být udílen občanům Bulharska za zvláštní zásluhy o stát stejně jako cizincům za jejich zvláštní zásluhy o rozvoj vztahů s Bulharskem. Dne 29. května 2003 byl řád opět mírně upraven.

## Třídy
Řád je udílen ve třech řádných třídách:
- velkokříž – Řádový odznak se nosí na široké stuze spadající z pravého ramene na levý bok. Řádová hvězda se nosí nalevo na prsou.
- I. třída – Řádový odznak se nosí na stuze kolem krku.
- II. třída – Řádový odznak se nosí na stuze kolem krku.

## Insignie
Vzhled řádové odznaku se v jednotlivých třídách liší. Ve třídě velkokříže má odznak tvar zlatě lemované bíle smaltované pěticípé hvězdy. Ke stuze je připojen pomocí přechodového článku v podobě stojícího lva, který je od roku 2003 obklopen vavřínovým věncem. Řádový odznak v případě I. třídy má tvar bíle smaltované pěticípé hvězdy položené na stříbrných paprscích o různé délce. V případě II. třídy je hvězda červeně smaltovaná. Ve vojenské divizi mohou být k hvězdě přidány dva zkřížené meče. Před rokem 2003 byly umístěny mezi lva a stuhu, od roku 2003 je na nich položen věnec se lvem.
Řádová hvězda má tvar bíle smaltované zlatě lemované pěticípé hvězdy položené na zlaté hvězdě.

Stuha je bílá s úzkým zeleným a červeným pruhem na levém okraji.

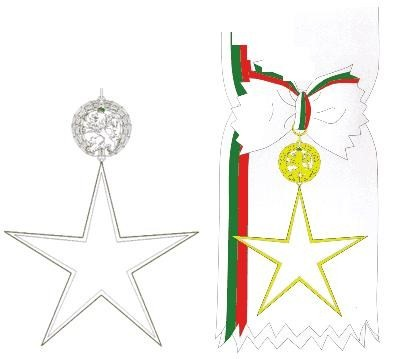
Velkokříž
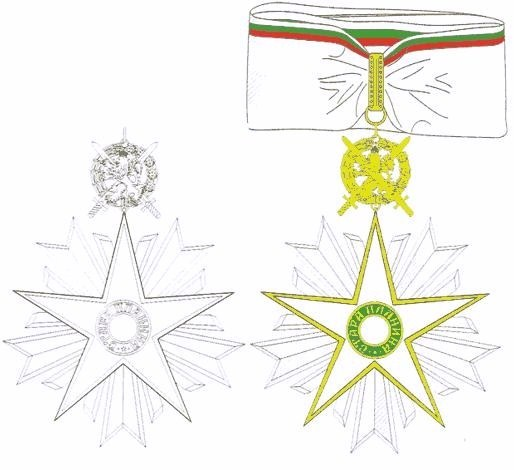
Řád I. třídy, vojenská verze
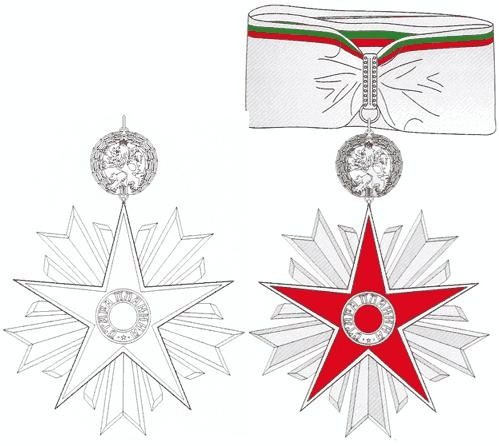
Řád II. třídy, civilní verze
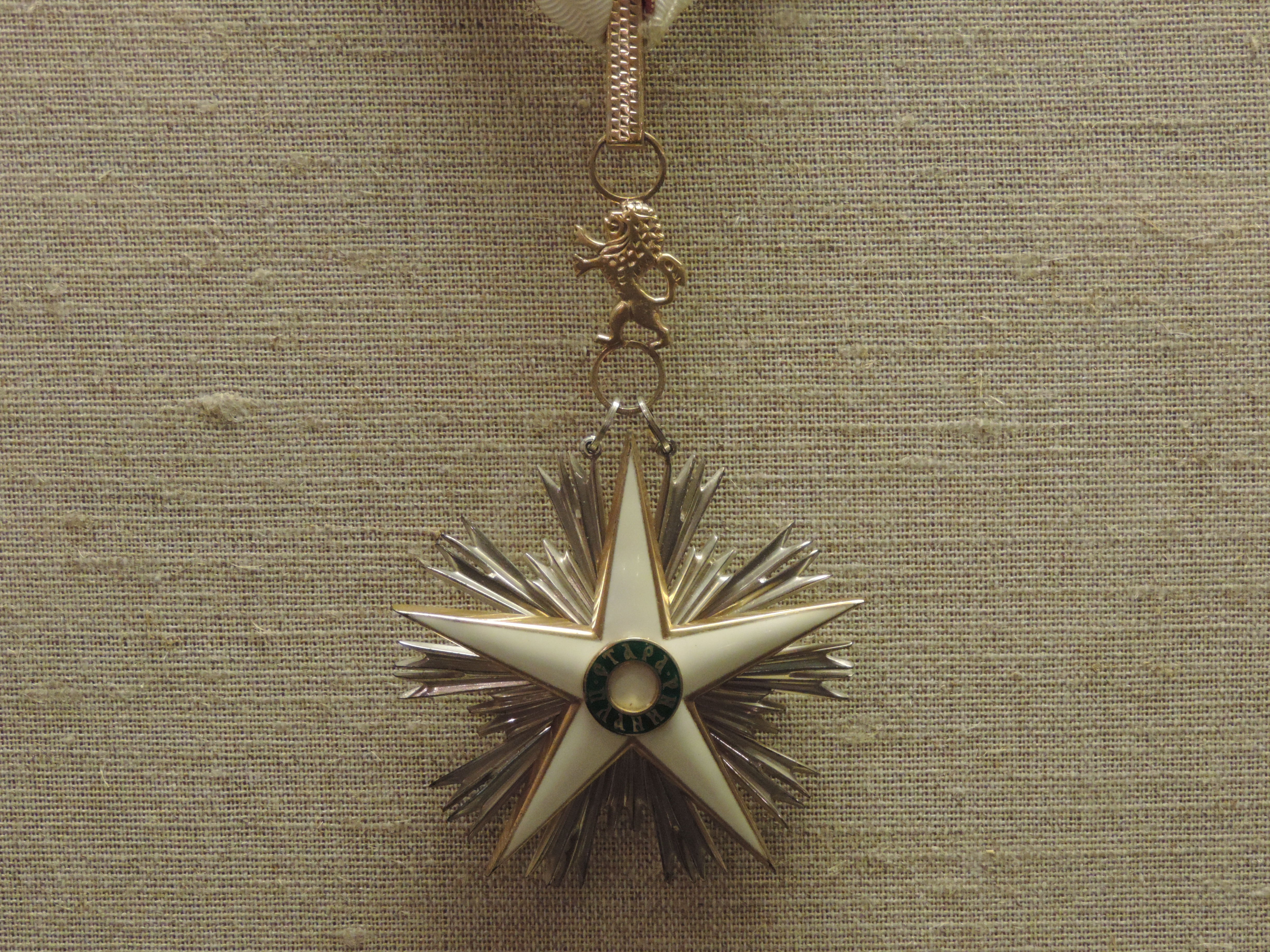
Řád I. třídy, vzhled z doby Bulharské lidové republiky